# مارسولین لوریدان-ایونس
مارسولین لوریدان-ایونس (فرانسوی: Marceline Loridan-Ivens‎؛ زادهٔ ۱۹ مارس ۱۹۲۸ میلادی) یک نویسنده، فیلم‌نامه‌نویس و کارگردان اهل فرانسه است.
از آثار مشهورش، کتاب خاطراتی است که دربارهٔ دوران اسارتش در اردوگاه آشویتس با عنوانِ «اما تو بازنگشتی» نگاشته است.